# SKASZ
A SKASZ (oroszul: ШКАС —  Шпитального—Комарицкого авиационный скорострельный), magyar átírásban: /pulemjot/ szkorosztrelnij, Spitalnovo-Komarickovo, aviacionnij) a Szovjetunióban az 1930-as évek elejétől gyártott, Borisz Spitalnij és Irinarh Komarickij által tervezett 7,62 mm-es repülőgép-fedélzeti géppuska. Ez volt az első szovjet nagy tűzgyorsaságú repülőgép-fedélzeti géppuska. Szárnyba és forgatható toronyba épített, valamint légcsavarkörön keresztül tüzelő, szinkronizált változata létezett.